# Platoniciens de Cambridge
Les Platoniciens de Cambridge désigne un groupe de philosophes du XVIIe siècle membres de l'université de Cambridge qui compte parmi ses membres Henry More, Ralph Cudworth, Benjamin Whichcote, Peter Sterry (en), John Smith, Nathaniel Culverwell et John Worthington.

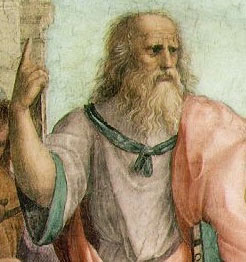
Platon par Raphaël.

## Histoire
Benjamin Whichcote (1609-1683) est généralement considéré comme le fondateur du groupe. En effet nombre des autres membres étudient à l'Emmanuel College (Cambridge) où il enseigne. Durant la Première Révolution anglaise, il est nommé président (Provost) du King's College (Cambridge) et vice-recteur de l'université. À la restauration anglaise, il est écarté de son poste et est obligé de devenir pasteur à Londres. Peter Sterry (1613-1672), ancien élève de l'Emmanuel College (Cambridge) est très impliqué dans les évènements révolutionnaires que connait alors l'Angleterre. Il est le chapelain d'Oliver Cromwell, lui-même ancien étudiant de Cambridge et député à partir de 1640 de l'université de Cambridge au Long Parlement. À la mort de Cromwell, Peter Sterry se retire dans une communauté chrétienne à East Sheen. Son œuvre majeure est son Discourse of the Freedom of the Will (1675). 
John Smith (1618-1652), également ancien de l'Emmanuel College (Cambridge), est professeur de mathématiques au Queens' College (Cambridge) jusqu'à sa mort en 1652. Nathaniel Culverlwell (1619-1651) est le seul du groupe à s'inspirer tant de Francisco Suarez que de Saint Thomas d'Aquin ainsi que des platoniciens et à invoquer la loi naturelle. Il publie en 1652, un ouvrage intitulé Elegant and Learned Discourse of the Light of Nature.

## Idées et influence
Ils pensent une philosophie alternative tant à l'aristotélisme alors déclinant qu'à celles de Thomas Hobbes et de René Descartes. Par rapport aux autres philosophes de leur époque, ils ont un fort intérêt pour la théologie et sont convaincus de la compatibilité entre la foi et la raison. Leur optimisme sur la nature humaine se reflète dans l'accent mis sur la libre volonté (liberty of will) ainsi que sur l'exercice de l'autonomie humaine ce qui les amènent à s'opposer au déterminisme. Ils pensent que les hommes sont imprégnés par les principes de vérité et de morale éternelles que l'esprit humain pouvait découvrir à travers la raison et la morale. 
Pour Sarah Hutton, après Thomas Hobbes et John Locke, les Platoniciens de Cambridge constituent le troisième courant important de la philosophie anglaise du XVIIe siècle.